# Hipparchia longocellata
Hipparchia longocellata är en fjärilsart som beskrevs av Ruggero Verity 1953. Hipparchia longocellata ingår i släktet Hipparchia och familjen praktfjärilar. Inga underarter finns listade i Catalogue of Life.